# Мошовце
Мошовце (слч. Mošovce) су насељено место са административним статусом сеоске општине (слч. obec) у округу Турчјанске Тјеплице, у Жилинском крају, Словачка Република.

## Историја
Многе очуване старе зграде сведоче о 770 година постојања. Место се први пут спомиње у спису о донацији краља Андрије II. Мошовце су настале од два насеља: прво, Махјух (Machyuch), смештено је на подручју данашњег места Стари Рад (Stary Rad), док је друго, Тера Мојс (Terra Moys), по којем је село добило садашње име, било смештено на простору данашњег Видрмоха (Vidrmoch). Име другог насеља које у преводу значи Мојсова земља оставља утисак да је цело село једном припадало дотичном г. Мојсу, чије је име можда било скраћено словенско име Мојтех, слично именима Војтех или Мојмир. Кроз историју име села је прошло кроз многе промене од Mossovych, Mosocz, Mossowecz, villa regia Mayos alio nomine Mossovych, oppidioum Mayus sue Mosocz, Mosocz olim Mayus до данашњег Мошовце. Име одвојеног старог дела Мошовца, некадашње насеље Хорнуков (Chornukov), очувана је у савременом облику Черњаков (Čerňakov).
Мошовце се у почетку развијају као краљевски слободни град, а од средине XIV века као привилеговани град под влашћу краљевског дворца Блатница. 1527. године долазе у руке породице Ревај, (Révay), која је готово 400 година потискивала привилегије града.
У прошлости, Мошовце су биле значајан занатски центар области Турјец (Turiec). Занати су доживели изненађујући процват, и било је око 15 активних цехова у граду: столарски и славни крзнарски цех су се одржали најдуже. Данашње Мошовце се могу описати као важно туристичко подручје са многим знаменитостима.

## Становништво
| Година:    | 1994. | 2004.   | 2014.   | 2024.   |
| ---------- | ----- | ------- | ------- | ------- |
| Број људи: | 1340  | 1359    | 1328    | 1342    |
| Разлика:   |       | +1,41 % | -2,28 % | +1,05 % |

| Година:    | 2023. | 2024.   |
| ---------- | ----- | ------- |
| Број људи: | 1351  | 1342    |
| Разлика:   |       | -0,66 % |

Према подацима о броју становника из 2011. године насеље је имало 1.308 становника.

## Знаменитости
Један од најзначајнијих споменика је рококо-класицистички дворац из друге половине XVIII века са широким енглеским парком. Остале знаменитости у граду укључују: родну кућу Јана Колара, неоготску католичку цркву с драгоценим олтаром која је саграђена на месту своје старе претходнице, лутеранска црква изграђена 1784. године, маузолеј у којем је данас Музеј заната, арт нуво стакленик и павилион из 1800. године.

## Природа
Околина Мошовца је заиста јединствена. Комплекс историјских авенија препуних дрвећа и шумарака, сачињава естетски и импресивни пејзаж, који се надовезује на шумовити крај планина Велика Фатра (Veľká Fatra). Ова планина је једна од најпривлачнијих у Словачкој. Кречњаци и доломити невероватних облика као и прелепа природа у близини Блатничке и Гадерске долине привлаче људе са свих крајева света.

## Култура и традиција
Мошовце су дале многе важне личности. Међу највећима су Фрицо Кафенда (1883—1963), композитор; Анна Лацкова-Зора (1899—1988), писац; Штефан Крчмери (1892—1955), књижевни критичар, историчар и песник, Јур Тесак Мошовски, барокни драматург и Милослав Шмит, оснивач аматерских ватрогасних бригада у Словачкој.
Међутим, вероватно најважнија особа рођена у Мошовцима је велики словенски песник, филозоф и лутерански проповедник Јан Колар (1793—1852) који је са својом песничком збирком Слави Дцера имао значајан утицај на књижевност најмање две нације. Његово дело се сматра основом и подстицајем савремених патриота и националних активиста. Преведено је на различите словенске, али и несловенске језике.
У селу је рођен и Самуел Штарке, евангелички свештеник и бискуп, народно-културни радник и председник Матице словачке у Југославији.

## Партнерско место
- Лалић у Србији

## Галерија
- Рококо-класицистичка резиденција у Мошовцима
- Лутеранска црква у Мошовцима
- Католичка црква у Мошовцима
- Неоготска капела, касније маузолеј, сада музеј у Мошовцима
- Застава Мошовца
- Мошовце на карти Словачке
- Мошовце
- Изворна архитектура кућа у Мошовцима